# Paul Davidson
Paul Davidson (23. října 1930, Brooklyn - 20. června 2024, Chicago) byl americký makroekonom, který byl jedním z předních mluvčích americké větve postkeynesiánské školy v (politické) ekonomii. Je plodným spisovatelem a aktivně zasáhl do důležitých debat o hospodářské politice (přírodní zdroje, mezinárodní měnový systém, dluh rozvojových zemí) z pozice, která je velmi kritická vůči mainstreamové ekonomii.

## Život
Davidson si původně nevybral ekonomii jako profesi. Jeho primární studium bylo v chemii, tak v biologii, za kterou obdržel B.Sc. tituly z Brooklyn College v roce 1950. Vystudoval biochemii na Pensylvánské univerzitě, ale v roce 1955 přešel na ekonomii, v roce 1955 získal titul MBA na City University v New Yorku a v roce 1959 ukončil doktorát na University of Pennsylvania.
Davidson je Holly profesorem excelence, Emeritus na University of Tennessee v Knoxville. Je hostujícím učencem ve Schwartzově centru pro analýzu hospodářské politiky na Nové škole. Kromě University of Pennsylvania, University of Tennessee a New School, Davidson vyučoval ekonomii na Rutgers University, Bristol University a University of Cambridge. Na počátku šedesátých let pracoval ve společnosti Continental Oil Company.
Davidson a Sidney Weintraub založili v roce 1978 Journal of Post Keynesian Economics. Davidson pokračuje jako redaktor tohoto časopisu. Rovněž přispívá do Centra pro plnou zaměstnanost a stabilitu. Internetová stránka CFEPS (viz Další přispěvatelé: Paul Davidson) obsahuje více životopisných informací o něm, jakož i seznam jeho publikací, s odkazy na několik z nich.